# Vito Nicola De Nicolò
Vito Nicola De Nicolò (Bari, 8 marzo 1850 – Bari, 2 agosto 1902) è stato un avvocato, giornalista e politico italiano.

## Biografia
Figlio di Giuseppe De Nicolò, patriota e medico ostetrico, all'età di sedici anni scappò di casa per seguire Garibaldi senza riuscire, tuttavia, a partecipare alla battaglia di Mentana. In seguito si laureò in giurisprudenza presso l'Università di Napoli dove fu allievo di Francesco De Sanctis che ne apprezzò ed incoraggio le doti poetiche.
Sposò Ida Capriati, scrittrice e figlia di Giuseppe Capriati che era stato sindaco di Bari sia sotto i Borbone che sotto i Savoia. Fu noto avvocato penalista. Fondò il Manfredi, giornale politico-letterario "garbatamente umoristico" ed i settimanali Fra Melitone, Figaro, Caronte e Don Ferrante. Insegnò storia nell'Ateneo di Bari. La carriera politica lo vide dapprima consigliere comunale ed in seguito deputato del Regno d'Italia per quattro legislature, fervente monarchico e leader della Destra nella città di Bari. Per le sue doti da oratore fu soprannominato "l'Imbriani della Destra". Dopo la morte, fu commemorato al Teatro Piccinni nel 1904 e gli fu intitolata una via di Bari nel 1910.

## Curiosità
- Fu, insieme al sindaco di Bari, Giuseppe Re David, promotore di una curiosa iniziativa. Volle intitolare una strada del centro, che fino ad allora si chiamava "via Caffarelli", al Sommo Poeta dichiarando che fosse inammissibile che una via così importante della città avesse il nome di un "castrato"[5]. Ad oggi la vecchia via Caffarelli si chiama ancora via Dante. Inoltre, sia Re David che De Nicolò hanno una strada in città a loro intitolata.

## Opere
Niccolò De Nicolò [pseudonimo], Conferenze, discorsi parlamentari, versi, Bari, Laterza, 1905